# Berg (Starnberger See)
Berg ist eine Gemeinde im oberbayerischen Landkreis Starnberg und liegt am Ostufer des Starnberger Sees.

## Gemeindegliederung
Es gibt 15 Gemeindeteile (in Klammern ist der Siedlungstyp angegeben):
- Allmannshausen (Kirchdorf)
- Assenhausen (Dorf)
- Aufhausen (Dorf)
- Aufkirchen (Pfarrdorf)
- Bachhausen (Dorf)
- Berg (Kirchdorf)
- Biberkor (Weiler)
- Farchach (Kirchdorf)
- Harkirchen (Kirchdorf)
- Höhenrain (Pfarrdorf)
- Kempfenhausen (Dorf)
- Leoni (Dorf)
- Martinsholzen (Einöde)
- Mörlbach (Kirchdorf)
- Sibichhausen (Dorf)

Es gibt die Gemarkungen Bachhausen, Berg, Höhenrain, Kempfenhausen und Wadlhauser Gräben.

## Geschichte

### Bis zum 19. Jahrhundert
Der Ort wurde 822 erstmals urkundlich als perge cum basilica (Althochdeutsch/Vulgärlatein Berg mit Kirche) erwähnt. Prähistorische Funde legen nahe, dass es bereits germanische Siedlungen gab.
Mit der Gemeinde Aufkirchen kam es zur Bildung der Berger Hofmark im 15. Jahrhundert, deren Besitzer die reichen Patrizierfamilien Ligsalz aus München und Hörwarth aus Augsburg waren.
Im 17. Jahrhundert begann der Einfluss der Wittelsbacher auf das Fischer- und Bauerndorf. Der Kurfürst Ferdinand Maria erwarb ein Grundstück am See, auf dem das Schloss Berg errichtet wurde, das bis heute im Familienbesitz der Wittelsbacher ist. Ludwig II. nutzte das Schloss als Sommerresidenz. Dort waren beispielsweise die Kaiserinnen von Russland und Österreich zu Besuch.
Im Jahr 1818 entstand die politische Gemeinde.

### 20. Jahrhundert
Auf Vorschlag von Hanns Johst, dem Präsidenten der Reichsschrifttumskammer, wurde Galeazzo Ciano, italienischer Außenminister unter Mussolini, von den Nazis im Spätsommer 1943 mit seiner Familie in Allmannshausen untergebracht. Der Große Faschistische Rat hatte zuvor kurzfristig Mussolini entmachtet, und man befürchtete die Verfolgung all derer, die gegen ihn gestimmt hatten. Die Villa gehörte zum Besitz des Freiherrn von Wittgenstein und stand damals unter staatlicher Verwaltung.
Am Ende des Zweiten Weltkrieges, am 26. April 1945, trieben SS-Männer 6887 Häftlinge des KZ Dachau auf einem Todesmarsch in Richtung Süden, bei dem jeder zweite Häftling durch Entkräftung oder Mord ums Leben kam. Weil sich der Marsch durch die Gemeinde Berg bewegt hatte, wurde im Ortsteil Aufkirchen an der Straße nach Wolfratshausen eine Bronzeskulptur zum Gedenken an die Opfer der NS-Gewaltherrschaft errichtet.

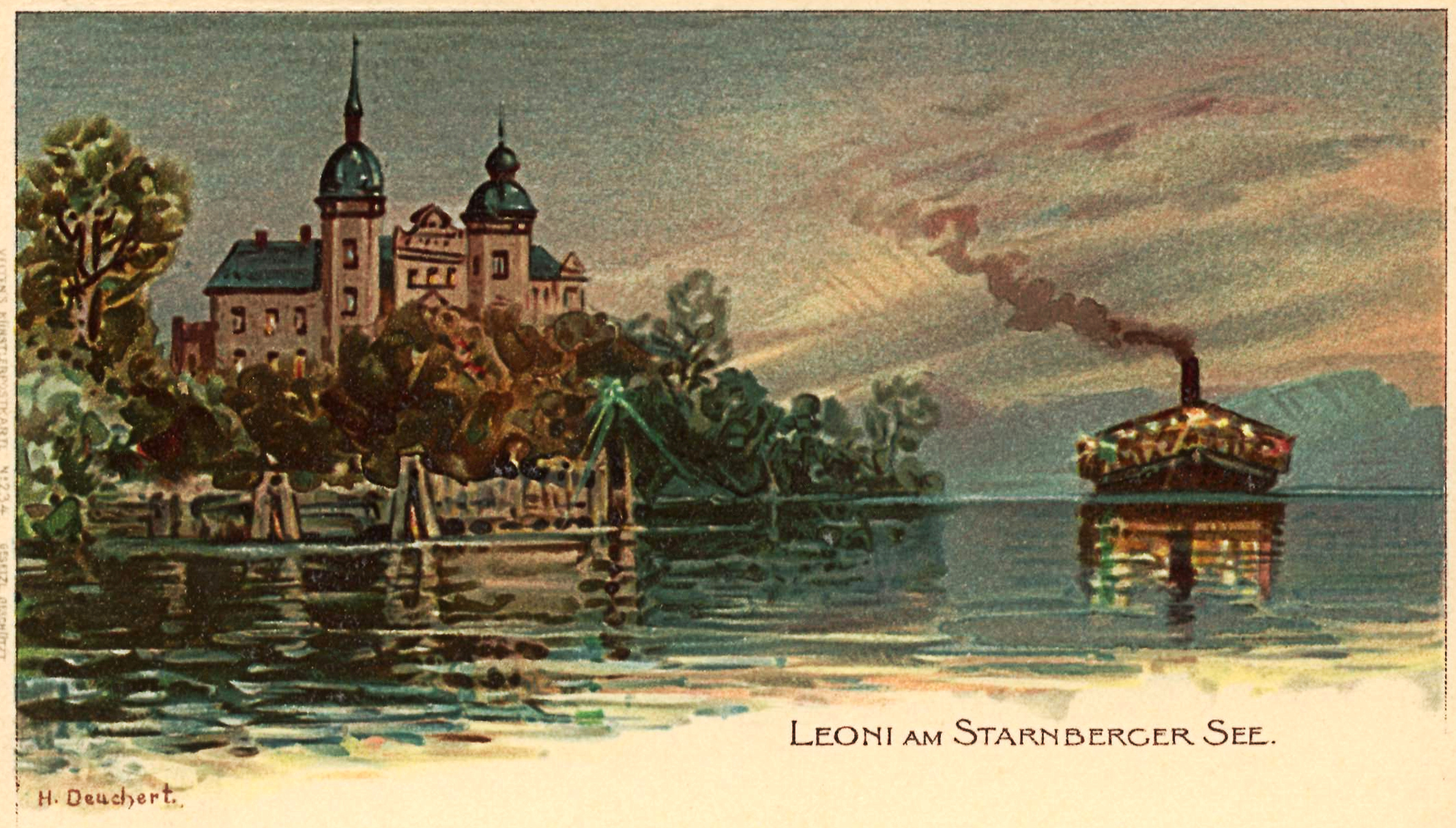
Leoni (um 1900)

### Eingemeindungen
Aufkirchen und Leoni wurden schon 1818 Teil der Gemeinde Berg. Am 1. Oktober 1937 wurde Kempfenhausen eingemeindet. Im Zuge der Gebietsreform kamen am 1. Januar 1975 Bachhausen und Höhenrain zur Gemeinde Berg. Zum 1. Januar 1993 wurde das gemeindefreie Gebiet Wadlhauser Gräben aufgelöst und in die Gemeinde Berg eingegliedert.

### Einwohnerentwicklung
Zwischen 1988 und 2018 wuchs die Gemeinde von 6709 auf 8296 um 1587 Einwohner bzw. um 23,7 %.
| Jahr      | 1840 | 1900 | 1939 | 1950 | 1961 | 1970 | 1987 | 1991 | 1995 | 2005 | 2010 | 2015 |
| Einwohner | 1174 | 1460 | 2316 | 4503 | 4621 | 5106 | 6381 | 7126 | 7313 | 7936 | 8156 | 8264 |

## Politik

### Gemeinderat
|  | Gemeinderatswahl Berg 2020Wahlbeteiligung: 65,0 % 3020100 26,119,715,813,612,28,93,7 CSUQUHbEUWcGrüneBGeSPDFDPGewinne und Verlusteim Vergleich zu 2014 %p 8 6 4 2 0 −2 −4± 0,0−2,3−3,5+7,8+1,5−3,1−0,4CSUQUHEUWGrüneBGSPDFDPAnmerkungen:b quer.unabhängig.heimatverbundenc Einigkeit Unabhängige Wählergruppe für die Gemeinde Berge BürgerGemeinschaft | Sitzverteilung im Gemeinderat Berg 2020Insgesamt 20 Sitze - SPD: 2 - Grüne: 3 - QUH: 4 - BG: 2 - EUW: 3 - FDP: 1 - CSU: 5 |

| Jahr | CSU | SPD | Grüne | FDP/Pf | EUW | BG | ÜP | QUH | Gesamt | Wahlbeteiligung |
| ---- | --- | --- | ----- | ------ | --- | -- | -- | --- | ------ | --------------- |
| 2020 | 5   | 2   | 3     | 1      | 3   | 2  | 0  | 4   | 20     | 65,0 %          |
| 2014 | 5   | 3   | 1     | 1      | 4   | 2  | 0  | 4   | 20     | 53,5 %          |
| 2008 | 4   | 3   | 1     | 1      | 4   | 2  | 1  | 4   | 20     | 57,7 %          |
| 2002 | 5   | 3   | 1     | 1      | 5   | 4  | 1  | 0   | 20     | 61,3 %          |

EUW = Einigkeit Unabhängige Wählergruppe für die Gemeinde Berg

BG = BürgerGemeinschaft

ÜP = Überparteiliche Wähler

QUH = quer.unabhängig.heimatverbunden

### Bürgermeister
Erster Bürgermeister der Gemeinde Berg ist seit dem 1. Mai 2020 Rupert Steigenberger (BG). Er wurde als Nachfolger des nicht mehr antretenden Rupert Monn (EUW) gewählt. Monn hatte im Jahr 2000 das Amt von Gustl Ullmann übernommen.

### Weitere Wahlen
In der folgenden Tabelle sind die Ergebnisse von Bundes-, Landtags- und Europawahlen in Berg dargestellt.
| Jahr | Wahl           | Wbt. | CSU  | Grüne | AfD  | SPD | FDP | Linke | BSW | FW   | Sonst. |
| ---- | -------------- | ---- | ---- | ----- | ---- | --- | --- | ----- | --- | ---- | ------ |
| 2025 | Bundestagswahl | 88,3 | 43,6 | 14,2  | 13,1 | 9,1 | 9,1 | 3,7   | 2,5 | 2,3  | 2,4    |
| 2024 | Europawahl     | 73,6 | 41,8 | 13,9  | 9,1  | 6,7 | 9,0 | 0,8   | 3,0 | 5,5  | 10,2   |
| 2023 | Landtagswahl   | 79,6 | 41,5 | 16,5  | 9,1  | 6,2 | 7,4 | 0,9   | —   | 13,3 | 5,1    |

### Gemeindepartnerschaften
- Phalsbourg im Département Moselle, Frankreich, seit 1991

### Wappen
Blasonierung: In Blau ein silberner Wellenbalken, darüber eine goldene Königskrone, darunter ein silberner Fisch.

## Kultur und Sehenswürdigkeiten

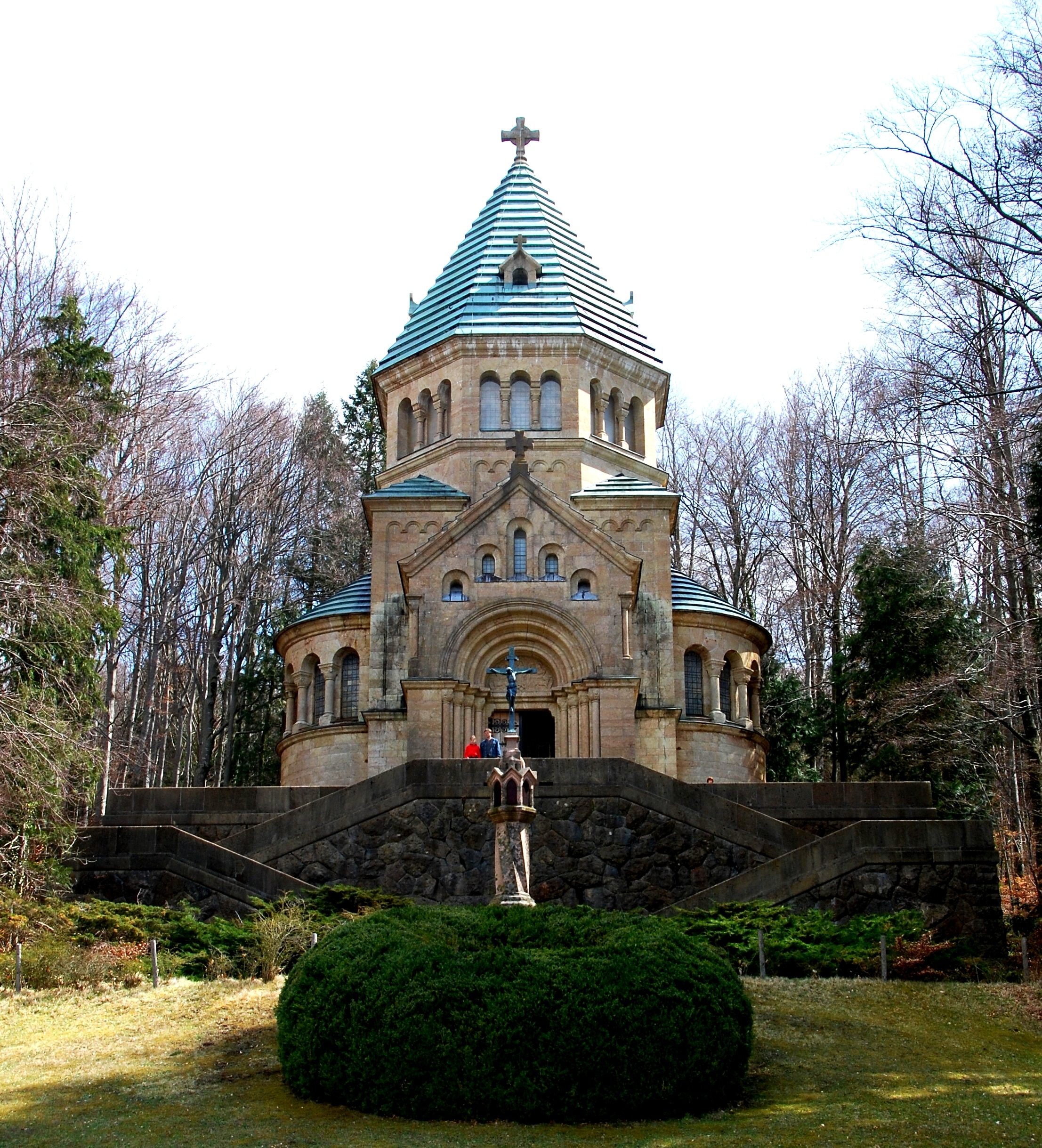
Votivkapelle in Berg am Starnberger See

### Votivkapelle
Die zu Ehren von Ludwig II. errichtete Votivkapelle liegt oberhalb der Stelle, wo die Leiche des Königs am Pfingstsonntag, 13. Juni 1886, im See gefunden worden ist. 1887 stiftete seine Mutter Königin Marie eine Totenleuchte, die später in die Treppenanlage integriert wurde. Den Grundstein zum Bau der sogenannten Votivkapelle legte der Prinzregent Luitpold am 10. Todestag des Königs im Juni 1896. Vier Jahre später konnte die im neuromanischen Stil gebaute Kirche eingeweiht werden. Entworfen hatte sie Hofoberbaurat Julius Hofmann, der ehemalige Architekt des Königs. Noch heute treffen sich „Königstreue“ jährlich an dem Sonntag, der dem Todestag des Königs am nächsten liegt, zu einem Gedenkgottesdienst an der Votivkapelle.

### Schloss Berg

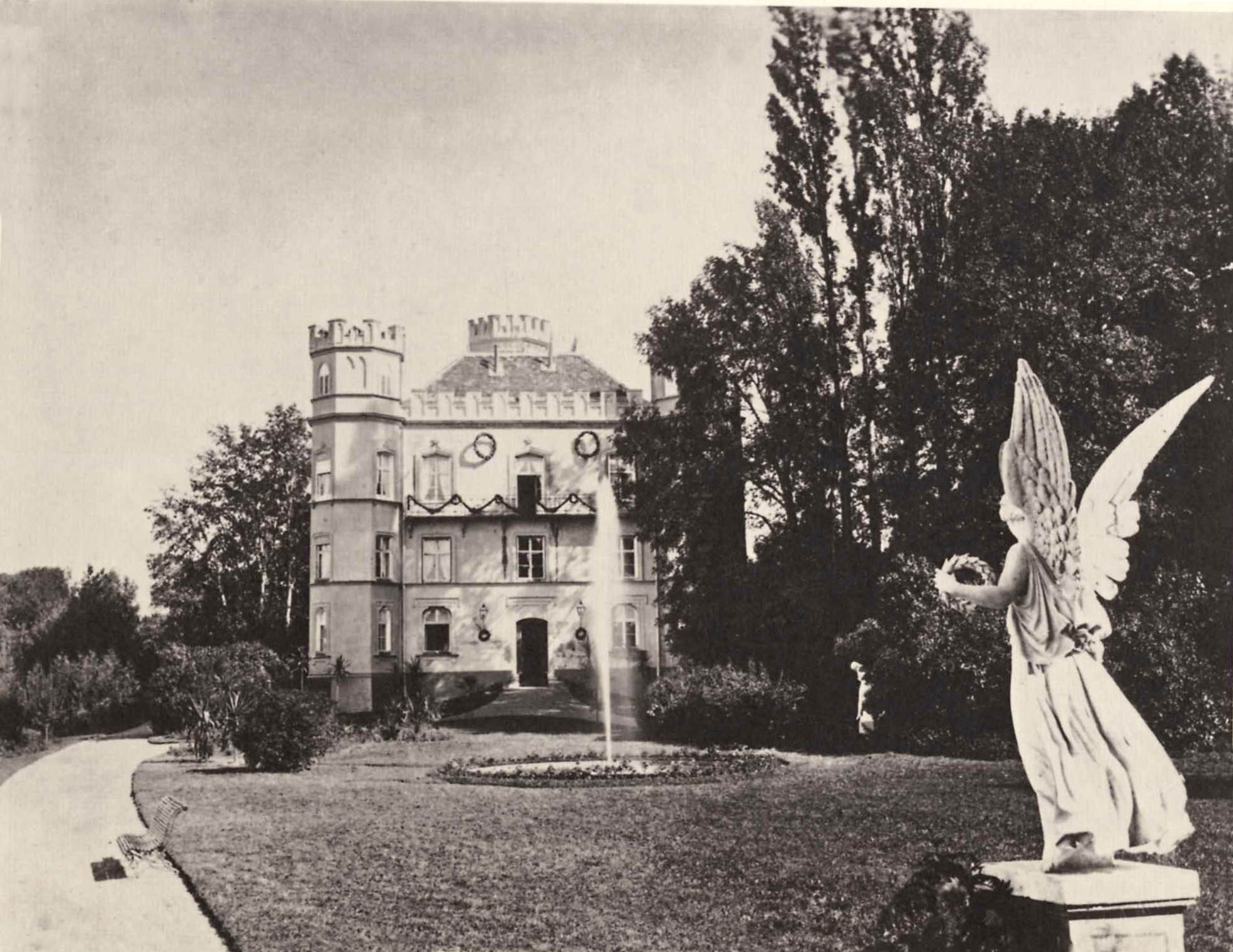
Joseph Albert: Schloss Berg am Starnberger See, um 1886

Das Schloss Berg befindet sich am Starnberger See und steht zusammen mit Park und Kapelle unter Denkmalschutz. Es wurde 1640 von Hans Friedrich von Hörwarth erbaut und bereits 1676 von den Wittelsbachern erworben. Von König Max II. angefügte Mauerkronen und Ecktürme wurden 1950 wieder entfernt. Seit seiner Gründung 1923 gehört es dem Wittelsbacher Ausgleichsfonds und ist aktuell der Wohnsitz von Franz von Bayern.

### Kultur
- Aufkirchner Dorfbühne[12]
- Christian-Jutz-Volkssternwarte Berg e. V.[13]
- Haus Buchenried, Bildungs- und Seminarzentrum der Münchner Volkshochschule[14]
- Kulturverein Berg e. V.[15]
- Schulmuseum im Alten Schulhaus in Aufkirchen[16]
- Berger Kulturspaziergang[17]

## Tourismus
Sowohl Berg (Gemeindeteil am See) als auch Leoni sind Anlegepunkte der Fahrgastschiffe der Bayerischen Seenschiffart am Starnberger See. Durch beide Gemeindeteile führen Fahrrad- und Wanderwege.

## Persönlichkeiten
Verstorbene
- Gabriel Mälesskircher (* um 1425 oder um 1430–um 1495), Maler, erbaute um 1485 den Herrensitz Kempfenhausen

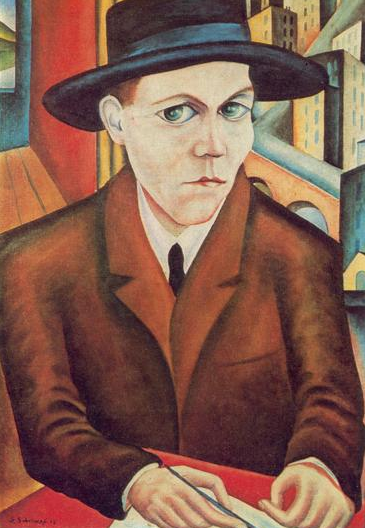
Oskar Maria Graf 1927

- Balthasar Augustin Albrecht (1687–1765), Münchner Hofmaler
- Franz von Elsholtz (1791–1872), Dichter und Schriftsteller, ließ sich in Berg eine Villa im Landhausstil mit Aussichtsturm – als Schloss Elsholz bezeichnet – errichten.
- Friedrich Wilhelm Hackländer (1816–1877), Schriftsteller, starb am 6. Juli 1877 in seiner Villa in Leoni am Starnberger See
- König Ludwig II. (1845–1886) starb am 13. Juni 1886 unter ungeklärten Umständen im Starnberger See unweit des Schlosses Berg, wohin er nach seiner Festsetzung auf Schloss Neuschwanstein gebracht worden war. (Nach offizieller Version ertrank er im See, woran bis heute eine Kapelle und ein Holzkreuz im flachen Uferwasser bei Berg erinnern.)
- Alexander Schneider (1882–1932), Jurist und Politiker, Mitglied der Weimarer Nationalversammlung
- Hanns Johst (1890–1978), deutscher Schriftsteller und zwischen 1935 und 1945 Präsident der Reichsschrifttumskammer, besaß einen Landsitz in Allmannshausen
- Hans Albers (1891–1960), verstarb 1960 in einem Sanatorium in Berg-Kempfenhausen
- Elisabeth Hunaeus (1893–1973), deutsche Jugendleiterin, Pädagogin und Gründerin des Landschulheim Kempfenhausen
- Oskar Maria Graf (1894–1967), Schriftsteller, am 22. Juli 1894 in Berg geboren
- Reinhard Gehlen (1902–1979), erster Präsident des deutschen Bundesnachrichtendienstes, starb am 8. Juni 1979 in Berg

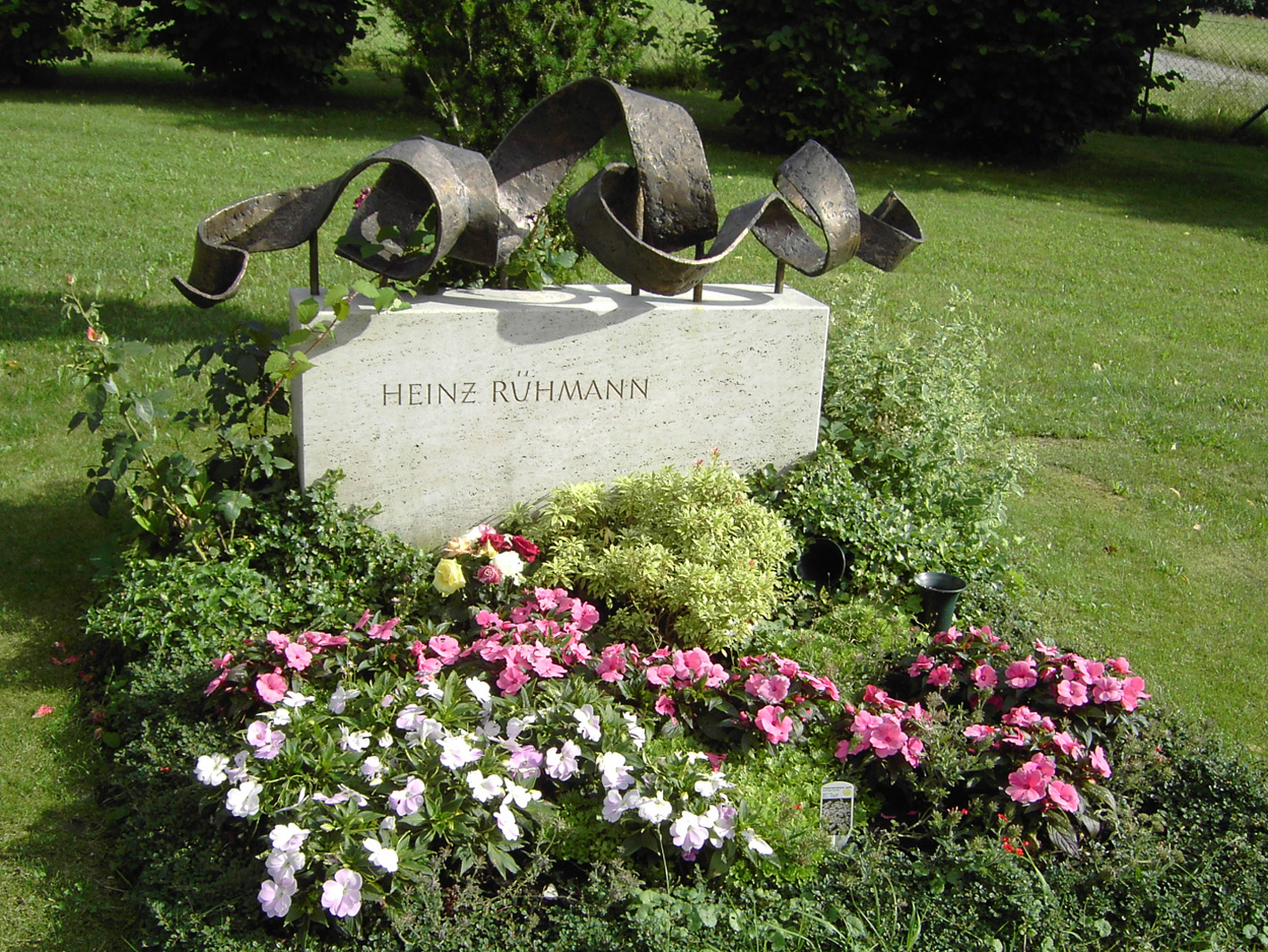
Heinz Rühmanns Grab in Aufkirchen

- Heinz Rühmann (1902–1994), Schauspieler, starb am 3. Oktober 1994 in Aufkirchen, wo sich heute auch sein Grab befindet
- Gerhard Weber (1909–1986), deutscher Architekt und Hochschullehrer
- Herbert Reinecker (1914–2007), Journalist, Schriftsteller und (etwa für Derrick) Drehbuchautor. Er publizierte auch unter dem Pseudonym Alex Berg und lebte im Sonnleitweg in Berg[18]
- Harry Valérien (1923–2012), deutscher Sportjournalist und Autor, lebte in Berg; starb dort am 12. Oktober 2012
- Barbara Noack (1924–2022), deutsche Schriftstellerin, lebte in Berg
- Fred Bertelmann (1925–2014), deutscher Schlagersänger (Der lachende Vagabund, Aber Du heißt Pia), lebte in Berg; starb dort am 22. Januar 2014
- Dietrich Fischer-Dieskau (1925–2012), deutscher Sänger, starb am 18. Mai 2012 in Berg
- Friedrich Hermann Schubert (1925–1973), deutscher Historiker, liegt in Berg-Aufkirchen begraben[19]
- Ruth Kappelsberger (1927–2014), deutsche Schauspielerin und Moderatorin, lebte in Berg; starb dort am 4. September 2014
- Gerhard A. Ritter (1929–2015), deutscher Historiker, lebte in Berg
- Walter Habdank (1930–2001), Maler, lebte und wirkte ab 1979 in Berg* Ellen Schwiers (1930–2019), deutsche Schauspielerin, lebte in Berg; starb dort am 26. April 2019
- Fritz Scherer (1940–2025), Präsident (1985 bis 1994) und Vizepräsident (1994 bis 2012) des FC Bayern München, lebte in Berg
- Sebastian Hess (1971–2021), deutscher Cellist und Komponist, lebte in Berg-Kempfenhausen

Lebende
- Cordula Trantow (* 1942), Schauspielerin, lebte in Allmannshausen
- Pete York (* 1942), englischer Schlagzeuger, lebt in Berg-Farchach
- Walter H. Leykauf (* 1942), deutscher Sänger, Komponist, Moderator und Musikverleger, lebt in Berg
- Klaus Gröber (*  1944), Mediziner und Politiker (CSU), in Assenhausen, Gemeinde Berg, geboren
- Wulf von Schimmelmann (* 1947), deutscher Manager, lebt in Berg
- Peter Gauweiler (* 1949), deutscher Politiker (CSU), lebt in Berg
- Luitpold Prinz von Bayern (* 1951), Urenkel des letzten Königs von Bayern, Ludwig III., lebt in Berg
- Gerhard A. Meinl (* 1957), deutscher Unternehmer und Kommunalpolitiker (CSU), geboren in Berg-Kempfenhausen
- Walburga Habsburg Douglas (* 1958), deutsch-schwedische Politikerin, in Berg geboren
- Klaas Huizing (* 1958), evangelischer Theologe und deutscher Schriftsteller, besitzt ein Haus in Berg
- Katerina Jacob (* 1958), deutsche Schauspielerin und Kabarettistin, lebt in Berg
- Andreas Ammer (* 1960), Autor, Regisseur und Journalist, lebt in Berg
- Lothar Matthäus (* 1961), deutscher Fußballspieler und Trainer, lebte in Berg
- Jürgen Tonkel (* 1962), deutscher Schauspieler, 23. August 1962 in Höhenrain, Gemeinde Berg, geboren
- Oliver Bierhoff (* 1968), deutscher Fußballspieler, lebt seit 2003 in Berg
- Jens Lehmann (* 1969), deutscher Fußballtorwart, besitzt ein Haus in Berg
- Michael Ballack (* 1976), deutscher Fußballspieler, lebte in Sibichhausen und Allmannshausen